# Hamburg-Spadenland
Spadenland ist ein Hamburger Stadtteil im Bezirk Bergedorf.

## Geografie
Spadenland ist Teil der Marschlande und liegt unmittelbar an der Norderelbe im feuchten Marschgebiet. Der Stadtteil ist dünn besiedelt. Landwirtschaft und Gemüseanbau prägen das Bild.

## Geschichte

Spadenland 1907

Das Gebiet hieß seit 1371 Inwerder oder Ochsenwerder Ausschlag und diente als Ersatz für die Ochsenwerder Bauern, die ihre Äcker und Wiesen durch Sturmfluten verloren hatten. Eigentümer war Graf Otto I. von Schauenburg. 1395 kaufte die Stadt Hamburg große Teile der Marschlande im eigenen Interesse zur Sicherung des Handels und der Schifffahrt. Der Preis betrug 2500 Mark. Die 1410 eingerichtete Landherrenschaft Bill- und Ochsenwerder übernahm die Verwaltung.
Seit 1465 hat Spadenland seinen heutigen Namen, der vom alten Deichrecht, dem Spatenrecht, abgeleitet ist, das besagte, dass sich jeder Anwohner am Erhalt und der Pflege des lebensnotwendigen Deichs zu beteiligen hatte. Kam ein Anwohner seiner Verpflichtung nicht nach, konnte er enteignet werden. Symbolisch wurde in Höhe seines Anwesens dann ein Spaten in den Deich gestoßen. Wer den Deich absichtlich beschädigte, wurde nach dem ältesten Billwerder Landrecht mit dem Tod durch Rädern bestraft.
1830 richtete Hamburg die Landherrenschaft der Marschlande ein und der Ochsenwerder Vogt war für Spadenland zuständig. Das Gebiet gehörte zusammen mit Tatenberg zum Ochsenwerder Kirchspiel. 1893 gründete sich die eigene Freiwillige Feuerwehr Spadenland. Der Anschluss an das Stromnetz erfolgte vergleichsweise spät, nämlich erst 1920. Auch der Wasseranschluss ließ auf sich warten und wurde erst 1935/36 verlegt. Von einer der größten Hamburger Flutkatastrophen, nämlich der Sturmflut 1962, war Spadenland nicht unmittelbar betroffen, denn die Deiche hielten. Noch bis in die 1960er Jahre war es üblich, das geerntete Gemüse ins Stadtgebiet zu transportieren, um es dort zu verkaufen. Die ersten Betriebe begannen damals jedoch, direkt am Erzeugungsort zu verkaufen, so dass sich heute viele Hofläden etabliert haben. In den Jahren 1999/2000 ist der Deich durch umfangreiche Bauarbeiten nochmals deutlich erhöht worden.

## Statistik
- Anteil der unter 18-Jährigen: 13,4 % [Hamburger Durchschnitt: 16,8 % (2023)][2]
- Anteil der über 64-Jährigen: 23,0 % [Hamburger Durchschnitt: 17,8 % (2023)][2]
- Ausländeranteil: 5,1 % [Hamburger Durchschnitt: 20,7 % (2023)][2]
- Arbeitslosenquote: 2,1 % [Hamburger Durchschnitt: 5,2 % (2017)].[3]

Das durchschnittliche Einkommen je Steuerpflichtigen beträgt in Spadenland 51.871 Euro jährlich (2020), der Hamburger Gesamtdurchschnitt liegt bei 48.035 Euro.

## Politik
Für die Wahl zur Hamburgischen Bürgerschaft gehört Spadenland zum Wahlkreis Bergedorf. Die Bürgerschaftswahl 2025 brachte folgendes Ergebnis:
| Bürgerschaftswahl | SPD    | CDU    | Grüne 1) | AfD    | Linke  | FDP    | Übrige |
| ----------------- | ------ | ------ | -------- | ------ | ------ | ------ | ------ |
| 2025              | 29,3 % | 33,1 % | 8,5 %    | 13,2 % | 8,3 %  | 1,7 %  | 5,9 %  |
| 2020              | 44,5 % | 22,5 % | 14,2 %   | 08,1 % | 05,5 % | 01,7 % | 03,5 % |
| 2015              | 48,5 % | 27,7 % | 04,1 %   | 06,3 % | 03,6 % | 07,9 % | 01,9 % |
| 2011              | 39,1 % | 40,1 % | 05,4 %   | –      | 04,1 % | 08,6 % | 02,6 % |
| 2008              | 24,4 % | 58,5 % | 04,1 %   | –      | 04,1 % | 05,1 % | 03,7 % |
| 2008              | 17,3 % | 69,8 % | 04,7 %   | –      | –      | 04,3 % | 03,9 % |

Das Wahlergebnis 2025 umfasst das Gebiet der Stadtteile Reitbrook, Allermöhe, Billwerder, Moorfleet, Tatenberg und Spadenland, die zusammen im Wahlkreis Bergedorf ausgewertet wurden.
Bei der Bürgerschaftswahl 2011 war Spadenland neben dem benachbarten Tatenberg einer von nur zwei Hamburger Stadtteilen, in denen die CDU stärkste Partei geworden ist. 2015 verlor sie aber auch in diesen beiden Stadtteilen ihre Führungsposition an die SPD.
Für die Bundestagswahl gehört Spadenland zum Wahlkreis Hamburg-Bergedorf – Harburg. Bei den Bezirksversammlungswahlen zählt der Stadtteil zum Wahlkreis Vierlande II / Marschlande.

## Sehenswürdigkeiten

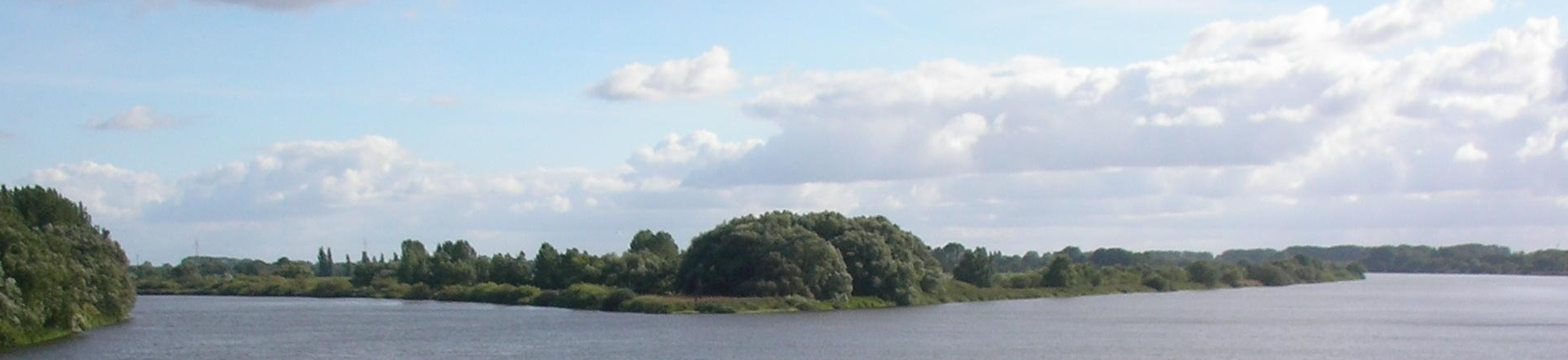
Spadenländer Spitze

Die Spadenländer Spitze ist durch die Rückverlegung der Deichlinie wieder eine typische Elbauenlandschaft und so Lebensraum vieler bedrohter Tier- und Pflanzenarten.

## Wirtschaft und Infrastruktur
Obgleich Spadenland in nicht allzu weiter Entfernung zur Hamburger Innenstadt liegt, weist es einen dörflich-ländlichen Charakter auf. Die Infrastruktur ist insbesondere aufgrund der geringen Einwohnerzahl und der durch die Elbführung abgelegenen Lage schwach ausgeprägt. Die Verkehrsinfrastruktur ist mangelhaft. Der Stadtteil liegt an keiner Bahnlinie. Da es zwei Hauptverkehrsstraßen gibt, ist die Busanbindung nur in Teilen Spadenlands (an der Ochsenwerder Landstraße aus/nach Hamburg Zentrum-Rothenburgsort-S Tiefstack in der einen und Ochsenwerder-Kirchwerder-Bergedorf bzw. Ochsenwerder-Altengamme-[Geesthacht] in der anderen Richtung; am Spadenländer Hauptdeich verkehrt lediglich ein Schulbus) ganztägig vorhanden.

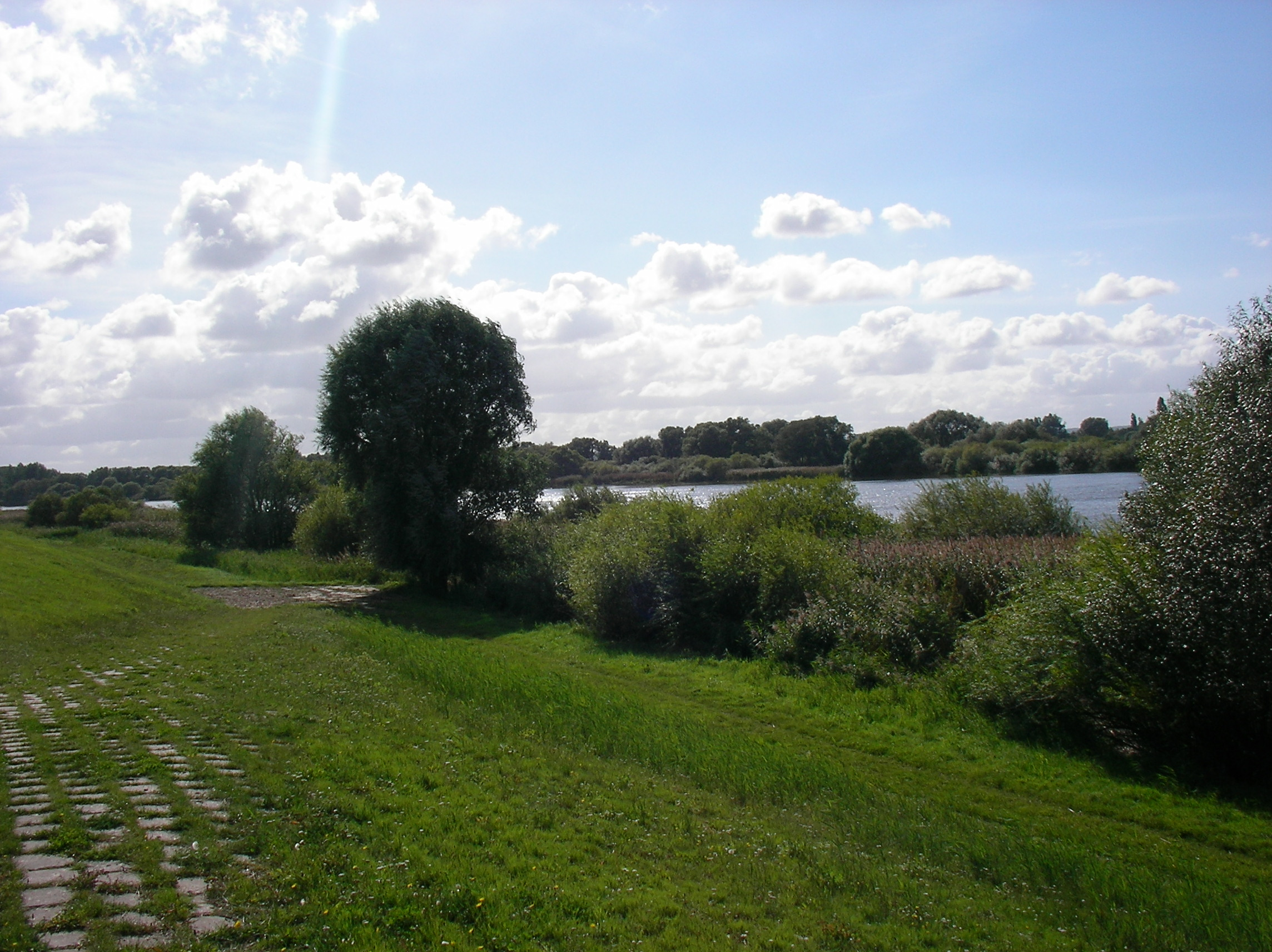
Spadenland liegt an der Elbe
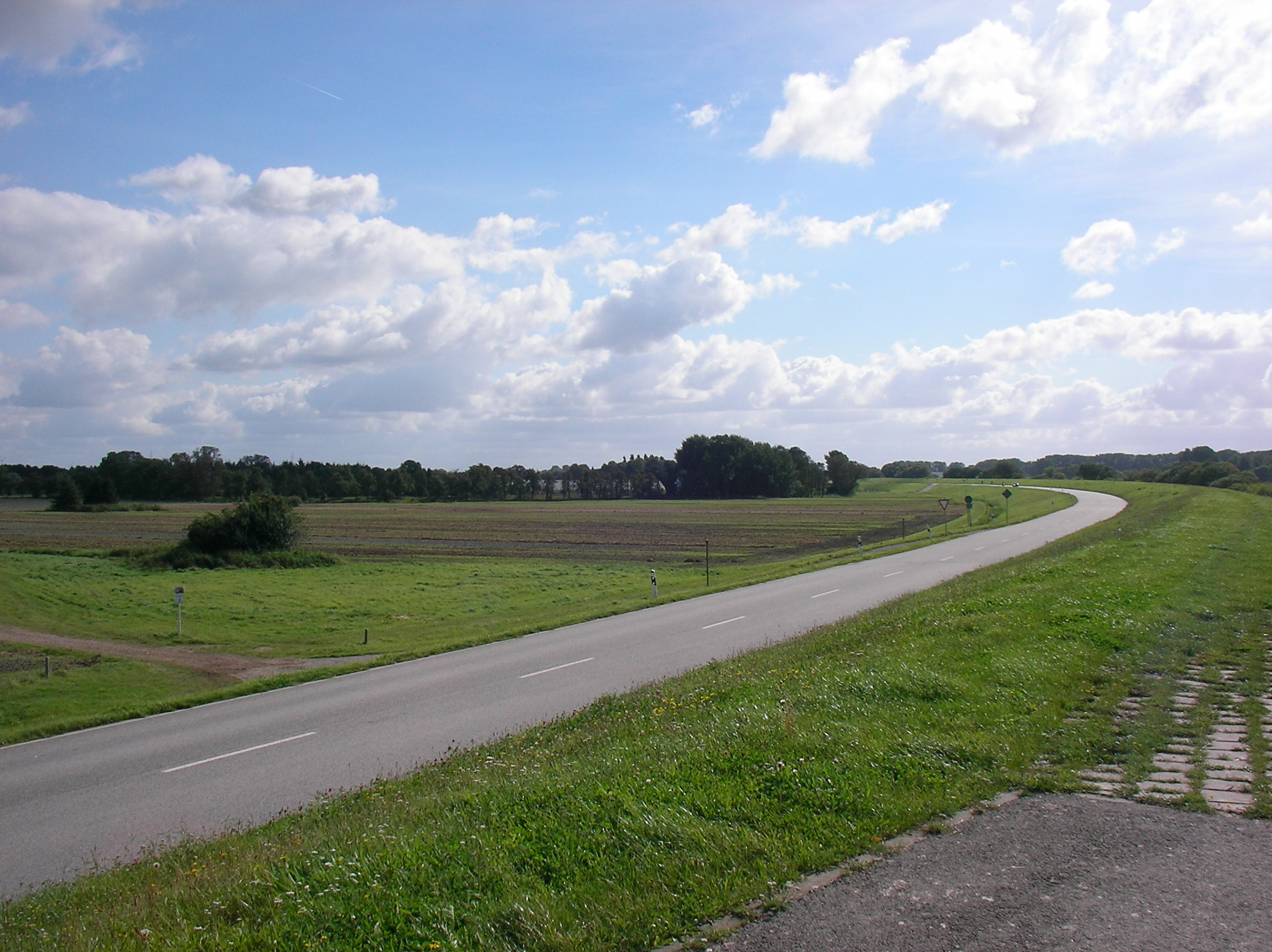
Deiche bis zum Horizont
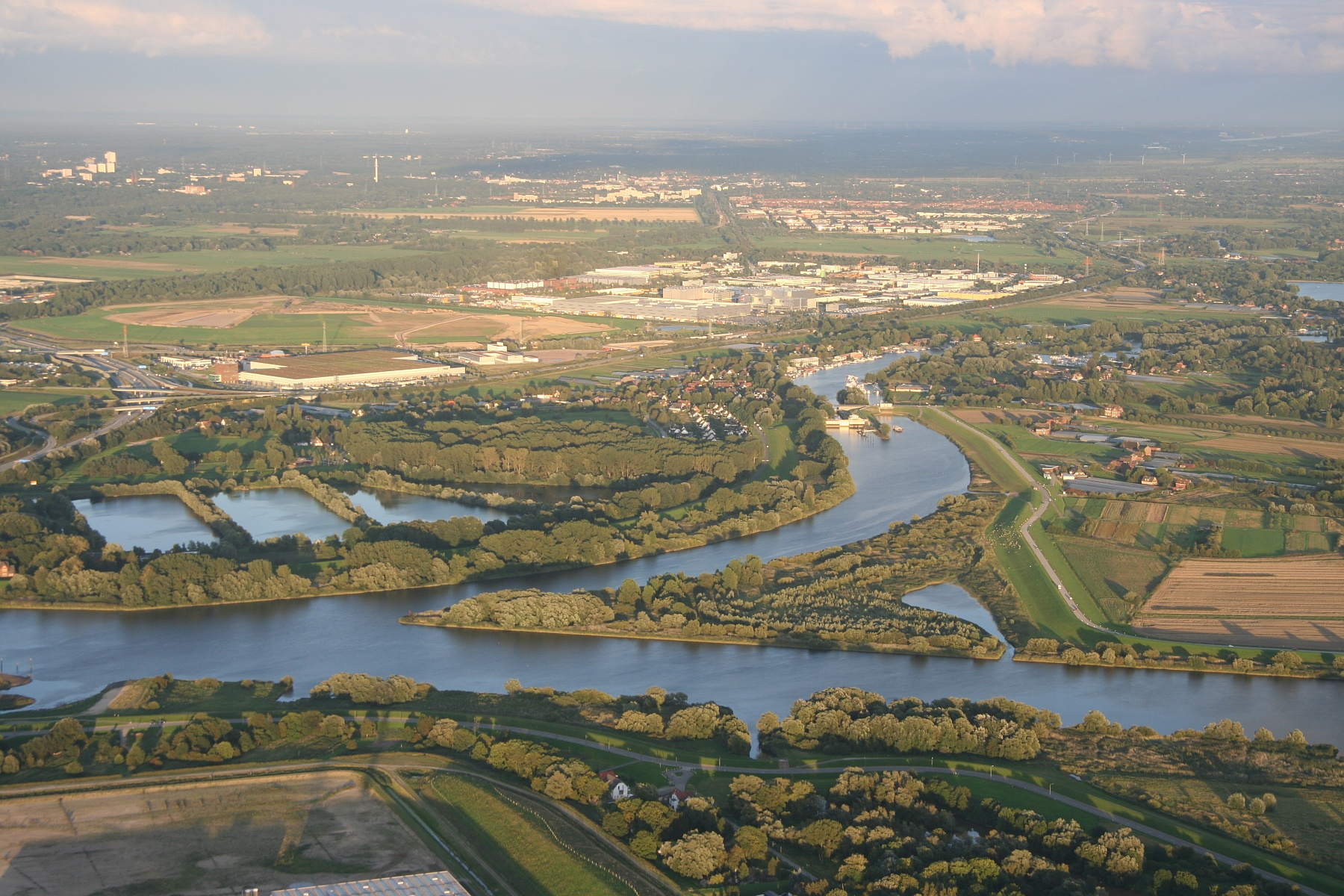
Luftaufnahme der Spadenländer Spitze, in der rechten Bildmitte die Tatenberger Schleuse